# Відкритий чемпіонат Японії з тенісу 1999
Відкритий чемпіонат Японії з тенісу 1999 — тенісний турнір, що проходив на відкритих кортах з твердим покриттям Ariake Coliseum у Токіо (Японія). Належав до International Series Gold в рамках Туру ATP 1999, а також до серії Tier III в рамках Туру WTA 1999. Тривав з 12 до 18 квітня 1999 року. Ніколас Кіфер і Емі Фрейзер здобули титул в одиночному розряді.

## Учасниці

### Сіяні учасниці
| Країна            | Гравчиня        | Рейтинг | Сіяна |
| ----------------- | --------------- | ------- | ----- |
| Японія            | Ай Суґіяма      | 27      | 1     |
| США               | Емі Фрейзер     | 35      | 2     |
| США               | Коріна Мораріу  | 36      | 3     |
| США               | Кімберлі По     | 58      | 4     |
| Пуерто-Рико       | Крістіна Бранді | 65      | 5     |
| США               | Меган Шонессі   | 68      | 6     |
| США               | Джейн Чі        | 75      | 7     |
| Китайський Тайбей | Ван Ші-тін      | 77      | 8     |

### Інші учасниці
Нижче наведено учасниць, які отримали вайлдкард на участь в основній сітці:
- Обата Саорі
- Асагое Сінобу

Нижче наведено учасниць, що отримали вайлдкард на участь в основній сітці в парному розряді:
- Іноуе Харука /  Іноуе Майко

Нижче наведено учасниць, що пробились в основну сітку через стадію кваліфікації в одиночному розряді:
- Каті Шлукебір
- Міяуті Місумі
- Чо Юн Чон
- Ганна Коллін

Такі тенісистки потрапили в основну сітку як Щасливі лузери:
- Вінне Пракуся

## Фінальна частина

### Одиночний розряд, чоловіки
Ніколас Кіфер —  Вейн Феррейра, 7–6(7–5), 7–5.
- Для Кіфера це був 1-й титул за рік і 3-й - за кар'єру.

### Одиночний розряд, жінки
Емі Фрейзер —  Ай Суґіяма, 6–2, 6–2.
- Для Фрейзер це був 1-й титул за рік і 9-й — за кар'єру.

### Парний розряд, чоловіки
Джефф Таранго /  Даніель Вацек —  Вейн Блек /  Браян Макфі, 4–3, знялася.

### Парний розряд, жінки
Коріна Мораріу /  Кімберлі По —  Кетрін Берклей /  Керрі-Енн Г'юз, 6–3, 6–2.